# Can't Fight the Moonlight
Can't Fight the Moonlight è un singolo  della cantante statunitense LeAnn Rimes, pubblicato il 22 agosto 2000 come primo estratto dalla colonna sonora del film Le ragazze del Coyote Ugly.

## Descrizione
Il brano, scritto da Diane Warren, ha raggiunto la posizione numero uno in Inghilterra nel 2000, oltre che essere stato il singolo più venduto quell'anno in Australia, dove è stato certificato triplo disco di platino per aver venduto oltre 210 000 copie. Negli Stati Uniti il disco ha raggiunto la prima volta la posizione 71 della Billboard Hot 100 nel 2000, per poi rientrare in classifica fra il 2001 ed il 2002 e raggiungere la posizione 11 e vendere oltre 500 000 copie negli Stati Uniti, ottenendo il disco d'oro.
Ad oggi è stato l'ultimo singolo della Rimes ad entrare nella top 40 della Billboard Hot 100.

## Tracce
CD-Single
1. Can't Fight The Moonlight – 3:35
2. But I Do Love You – 3:20

CD-Maxi
1. Can't Fight The Moonlight (Latino Mix) – 3:32
2. Can't Fight The Moonlight (Thunderpuss Club Mix) – 8:45
3. Can't Fight The Moonlight (Almighty Radio Edit) – 3:58
4. Can't Fight The Moonlight (Sharp Radio Edit) – 3:38

The Remix
1. Can't Fight the Moonlight
2. But I Do Love You
3. Can't Fight the Moonlight (Graham Stack Radio Edit)
4. Can't Fight the Moonlight (Thunderpuss Club Mix)
5. Can't Fight the Moonlight (Sharp Club Vocal Remix)
6. Can't Fight the Moonlight (Almighty Mix)

## Remix ufficiali
1. Can't Fight The Moonlight (Almighty Radio Edit) – 3:57
2. Can't Fight The Moonlight (Almighty Mix) – 7:52
3. Can't Fight The Moonlight (Latino Mix / Graham Stack Radio Edit) – 3:35
4. Can't Fight The Moonlight (Graham Stack Extended Mix) – 5:20
5. Can't Fight The Moonlight (Plasmic Honey Radio Edit) – 3:23
6. Can't Fight The Moonlight (Plasmic Honey Club Mix Edit) – 6:34
7. Can't Fight The Moonlight (Plasmic Honey Club Mix) – 8:33
8. Can't Fight The Moonlight (Sharp Radio Edit) – 3:36
9. Can't Fight The Moonlight (Sharp Club Vocal Edit) – 5:41
10. Can't Fight The Moonlight (Sharp Pistol Dub) – 5:45
11. Can't Fight The Moonlight (Sharp Club Vocal Mix) – 7:35
12. Can't Fight The Moonlight (Thunderpuss Radio Edit) – 3:38
13. Can't Fight The Moonlight (Thunderpuss Dub) – 6:27
14. Can't Fight The Moonlight (Thunderpuss Club Mix) – 8:49

## Classifica italiana
| Posizione | 15 | 12 | 2 | 5 | 7 | 5 | 7 | 5 | 7 | 7 | 11 | 11 | 12 | 15 |

## Classifiche

### Classifiche settimanali
| Classifiche (2000–02) | Posizione massima |
| --------------------- | ----------------- |
| Australia             | 1                 |
| Austria               | 8                 |
| Belgio Fiandre        | 1                 |
| Belgio Vallonia       | 3                 |
| Canada                | 6                 |
| Danimarca             | 3                 |
| Europa                | 3                 |
| Finlandia             | 1                 |
| Francia               | 3                 |
| Germania              | 8                 |
| Irlanda               | 1                 |
| Italia                | 2                 |
| Paesi Bassi           | 1                 |
| Nuova Zelanda         | 1                 |
| Norvegia              | 2                 |
| Romania               | 1                 |
| Svezia                | 1                 |
| Svizzera              | 2                 |
| Regno Unito           | 1                 |
| Stati Uniti           | 11                |

### Classifiche di fine anno
| Classifica (2000)  | Posizione |
| ------------------ | --------- |
| Regno Unito        | 19        |
| Classifiche (2001) | Posizione |
| Australia          | 1         |
| Austria            | 40        |
| Belgio Fiandre     | 12        |
| Belgio Vallonia    | 16        |
| Paesi Bassi        | 44        |
| Francia            | 24        |
| Germania           | 52        |
| Italia             | 25        |
| Nuova Zelanda      | 7         |
| Svizzera           | 27        |
| Classifica (2002)  | Posizione |
| Stati Uniti        | 56        |

### Classifiche decennali
| Classifica (2000–2009) | Posizione |
| ---------------------- | --------- |
| Australia              | 46        |
| Regno Unito            | 55        |

## Apparizioni in altri brani musicali
Nel 2022 la cantante statunitense Ava Max ha interpolato parte della melodia del ritornello per il singolo Million Dollar Baby.